# De corazón
De corazón fue una telecomedia argentina emitida por Canal 13 emitida entre 1997 y 1998.

## Argumento
La historia original de la autora Marcela Citterio,en equipo con Quique Estevanez , Ricardo Altman,
cuenta la vida de Javier, un publicista dueño de una importante empresa, y Mecha, profesora de educación física, quienes se separan luego de 20 años de matrimonio. Tienen cuatro hijos en común, quienes serán los más perjudicados por la ruptura. Javier comienza una relación con una mujer mucho más joven que él y Mecha, dolida, busca refugio en su mejor amigo de quien cree estar enamorada. Pero a la vida de Mecha llega Pablo, el electricista, que conquistará su corazón. El programa fue dirigido por Fernando Espinosa.

## Elenco
- Víctor Laplace como Eduardo.
- Ana María Picchio como Mercedes 'Mecha'.
- Arturo Bonín como Javier Salgado.
- Daniel Fanego como Pablo Caballeri.
- Luisina Brando como Delfina Mc Klein.
- María Valenzuela como Virginia Caballeri.
- Patricia Echegoyen como Natalia.
- Katja Alemann como Victoria.
- Cristina Alberó como Gabriela.
- Juan José Camero como Patricio Mcklein.
- Gabriela Toscano como Roberta Bragner.
- Carolina Fal como Aldana.
- Florencia Peña como Rita.
- Lydia Lamaison como Elizabeth.
- Martín Karpan como Nicolás Salgado.
- Celeste Pisapía como Sol.
- Octavio Borro como Martín Salgado.
- Ximena Fassi como Julie Mc Klein.
- César Vianco como Patricio Mc Klein (hijo).
- Agustina Posse como Karina.
- Gabriela Allegue como Constanza Bogado.
- Florencia Bertotti como Vicky.
- Julieta Fazzari
- Boy Olmi
- Guadalupe Martínez Uría como Cynthia.
- Marcelo Alfaro
- Pedro Peterson
- Eugenia Tobal
- Marcos Palmiero
- Rita Terranova
- Hugo Arana
- Marcos Zucker

## Retransmisión
- En Uruguay se vio casi en simultáneo por Canal 10.

- Se retransmitió por el canal argentino Volver.

## Premios y nominaciones
| Año  | Premios               | Categoría                       | Nominados  | Resultado |
| ---- | --------------------- | ------------------------------- | ---------- | --------- |
| 1997 | Premios Martín Fierro | Mejor telenovela/ficción diaria | De corazón | Ganadora  |